# Selman Riza
Selman Riza (ur. 21 grudnia 1909 w Djakowicy, zm. 16 grudnia 1988 w Tiranie) – albański nauczyciel, prawnik i językoznawca.

## Życiorys
W 1922 roku rozpoczął naukę w szkole im. Naima Frashëriego w Tiranie, w której wkrótce został uznany za najlepszego ucznia; naukę kontynuował w Korczy, gdzie również miał bardzo wysokie wyniki w nauce. W 1932 roku albańskie Ministerstwo Edukacji przyznało mu z tego powodu stypendium na kontynuację nauki na Uniwersytecie w Tuluzie; przez trzy lata studiował na Wydziale Języka i Literatury Francuskiej oraz na Wydziale Prawa. Studiował następnie germanistykę na Uniwersytecie w Heidelbergu, po ukończeniu nauki wrócił do Albanii, uczył w ukończonej przez niego szkole w Korczy języka francuskiego, niemieckiego, łacińskiego. Dzięki jemu wkładowi, w 1936 roku rozpoczęto wydawanie szkolnego czasopisma Lyceum.
Sprzeciwił się włoskiej inwazji na Albanię, a 28 listopada 1939 podczas demonstracji w Korczy został aresztowany za swoją postawę, a w lutym 1940 internowany na wyspie Ventotene na okres trzech lat; zwolniono go już w październiku 1941 roku. Początkowo pracował w jednym z prywatnych przedsiębiorstw w Durrësie, a w lipcu 1942 wrócił na teren Kosowa, gdzie mieszkał w Djakowicy i Prizrenie, pracował jako adwokat oraz założył instytut badawczy w roku 1943, a do 1944 roku angażował się również w działalność polityczną; założył nacjonalistyczny, antynazistowski i antykomunistyczny Irredentystyczny Ruch Antyfaszystowski, którego celem było zjednoczenie zamieszkałych przez ludność albańską ziem Kosowa i Macedonii z Albanią, ugrupowanie nie uzyskało poparcia ze strony aliantów. W grudniu 1943 opublikował w Tiranie 200-stronicowy Manifest antyfaszystowskiego irredentyzmu.
Krótko po wyzwoleniu Jugosławii w 1945 roku, w obawie przed aresztowaniem opuścił tenże kraj i udał się do Albanii, jednak został aresztowany i na trzy miesiące uwięziony w Tiranie za antyjugosłowiańską postawę. Na prośbę władz jugosłowiańskich miał być deportowany, jednak udało mu się uciec. Z powodu zaakceptowania jugosłowiańskiego wniosku o ekstradycję przez ówczesnego albańskiego ministra sprawiedliwości Manola Konomiego Rizę aresztowano w 1948 roku i przetransportowano do Jugosławii, gdzie do sierpnia 1951 był więziony Prisztinie; został zwolniony z powodu chorowania na szkorbut. Początkowo nie zezwalano mu na powrót na teren Kosowa, za to władze zezwoliły mu na zamieszkanie w Sarajewie, gdzie był inwigilowany; zabroniono mu angażowania się działalność polityczną i społeczną, zajął się badaniami oraz pracował jako wykładowca języka francuskiego na Uniwersytecie w Sarajewie. W 1953 roku współzałożył Albanologiczny Instytut w Prisztinie.
W grudniu 1955 władze jugosłowiańskie zaproponowały Rizie uzyskanie obywatelstwa, jednak ten odmówił i wrócił do Tirany, gdzie rozpoczął pracę w Instytucie Historii i Językoznawstwa oraz na Wydziale Filologicznym Uniwersytetu Tirańskiego; wykładał morfologię oraz dawną litraturę albańską. W 1960 roku uzyskał tytuł profesora. W ramach rewolucji ideologicznej i kulturalnej, w kwietniu 1967 został zwolniony z tego instytutu, ponieważ jego prace naukowe były uznawane za burżuazyjne; zakazano mu również działalności publicystycznej i naukowej. Został również przesiedlony do Beratu oraz zabroniono mu wypożyczania książek z biblioteki. W 1970 wrócił do Tirany, gdzie mieszkała jego rodzina.

## Prace naukowe[2]
- Tri monografina albanologjike (1944)
- Fillimet e gjuhësisë shqiptare (1952)
- Gramatika e sërbokroatishtes (1952)[6]
- Diftorët e shqipes (1953)
- Pronoret e shqipes (1958)
- Pesë autorët më të vjetër të shqipes (1960)
- Emrat në shqipen (1964)

W latach 1996–2004 Akademia Nauk i Sztuk Kosowa opublikowała cztery tomy o łącznej liczbie ponad 2400 stron, na które składają się m.in. treści rękopisów Rizy.

## Odznaczenia
W 2005 roku prezydent Kosowa Ibrahim Rugova odznaczył go pośmiertnie Złotym Medalem Ligi Prizreńskiej. Jego następca Fatmir Sejdiu uhonorował Selmana Rizę Złotym Medalem Wolności w roku 2009.

## Życie prywatne
Miał brata oraz syna Emina.